# Belikin
Belikin er et belizisk ølmærke. Det er det ledende ølmærke i landet, og brygges af Belize Brewing Company. Navnet Belikin er maya og betyder Vejen øst.
Belikin findes i fire varianter:
- Lager
- Premium
- Lighthouse Lager
- Stout

## Links
- Officiel hjemmeside